# Pseudalus pseudidalus
Pseudalus pseudidalus là một loài bướm đêm thuộc phân họ Arctiinae, họ Erebidae.